# Gams (Gemeinde Frohnleiten)
Die Gams ist eine Ortschaft auf dem Gebiet der gleichnamigen Katastralgemeinde in der Stadtgemeinde Frohnleiten im österreichischen Bundesland Steiermark.
Die Gams zählt 154 Bewohner auf einer Fläche von 3.648,43 ha (Stand 31. Dezember 2023). Der Gamsbach fließt durch das Dorf.
Der Großteil des Gebiets besteht aus Wäldern, die zum Großteil der in Frohnleiten ansässigen Familie Goëss-Saurau gehören. Von der Straßengabelung in der Gams führen Schotterstraßen in den Ratlosgraben, Pöllagraben und auf den Schenkenberg. Die Gams ist viereinhalb Kilometer vom Ortszentrum Frohnleitens entfernt.

## Bevölkerung
Die Tabelle zeigt die Bevölkerungsveränderung der Ortschaft Gams.
| Ortschaft | 15.05.2001 | 31.10.2011 | 01.01.2015 |
| --------- | ---------- | ---------- | ---------- |
| Gams      | 277        | 269        | 284        |